# Joan Mir Mayrata
Joan Mir Mayrata   (Palma, 1 de setembre de 1997) és un pilot de motociclisme mallorquí que ha estat dues vegades campió del món (de Moto3 el 2017 i de MotoGP el 2020). Actualment, competeix al mundial de MotoGP amb l'equip Repsol Honda.

## Carrera esportiva

### Primers anys
Joan Mir va començar a córrer a deu anys amb minimotos. Entre el 2008 i el 2011 va córrer a les Illes Balears i hi va guanyar els campionats de minimoto i minimotard i la Bankia Cup. El 2013 va passar a córrer a la MotoGP Rookies Cup, on quedà novè aquell any i segon el 2014. El 2015 va competir al campionat FIM CEV Moto3, on acabà quart.

### Moto3 i Moto2

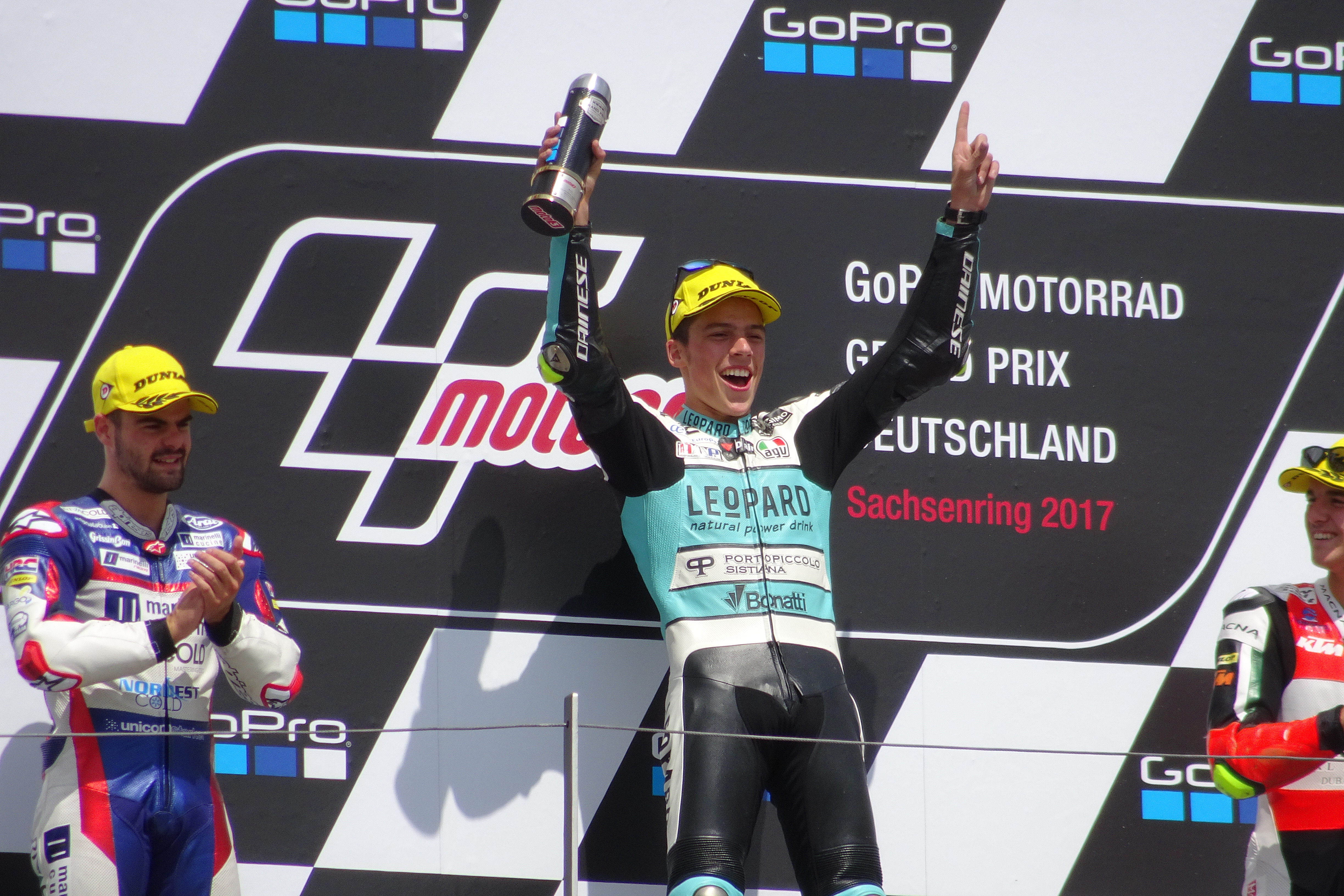
Al podi de Sachsenring el 2017

Mir va debutar en Gran Premi en la categoria de Moto3 el 2015, quan va participar al Gran Premi d'Austràlia com a substitut del lesionat Hiroki Ono amb l'Honda NSF250R de l'equip Leopard Racing. El 2016 va esdevenir pilot habitual d'aquest equip, aquesta vegada als comandaments d'una KTM RC 250 GP com a company de Fabio Quartararo i Andrea Locatelli; aquell any mateix va aconseguir la pole position i la victòria al Gran Premi d'Àustria. Al Gran Premi de San Marino va quedar tercer i aconseguí un altre podi a la darrera cursa, a Xest. Mir va acabar la seva primera temporada completa al mundial en cinquena posició, només per darrere de Brad Binder, Enea Bastianini, Jorge Navarro i Francesco Bagnaia.
El 2017 es mantingué al mateix equip que la temporada anterior, però ara amb una Honda NSF250R i amb Livio Loi de company. Va començar el mundial amb dues victòries (Gran Premi de Qatar i Gran Premi de l'Argentina). El 22 d'octubre, al circuit de Phillip Island, va aconseguir la victòria i es va proclamar campió del món de Moto3 dues curses abans del final del campionat.
El 2018 va passar a Moto2 pilotant una Kalex de l'equip Marc VDS Racing, on tingué de company Àlex Márquez. Va obtenir dos segons llocs (Alemanya i Austràlia) i dos de tercers (França i Itàlia) i va acabar la temporada en la sisena posició.

### MotoGP

#### Suzuki (2019-2022)

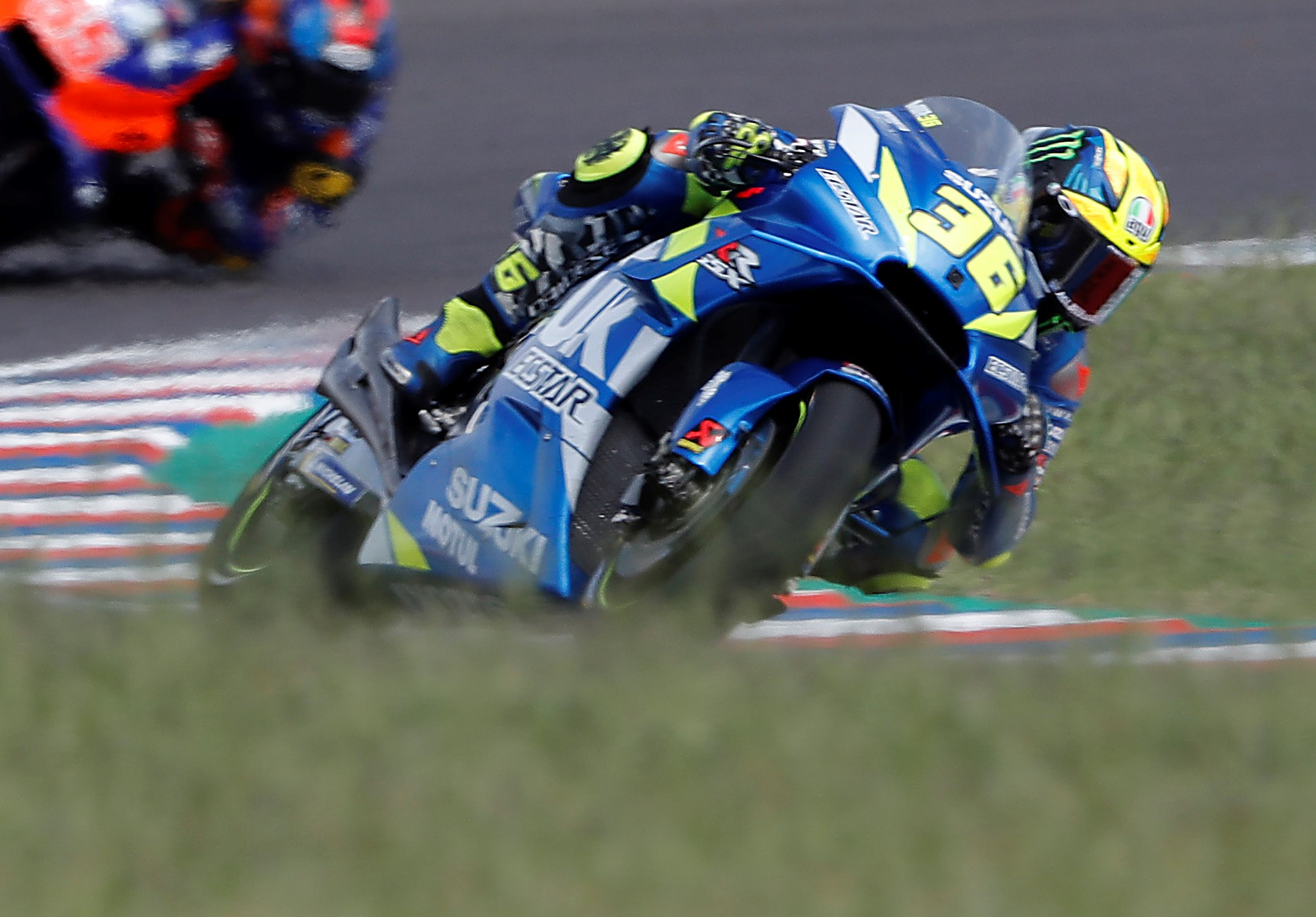
Amb la Suzuki a l'Argentina el 2019

El 2019, Mir va passar a MotoGP després de fitxar per Suzuki com a company d'equip d'Àlex Rins. El seu millor resultat aquell any va ser un cinquè lloc a Austràlia i va acabar la temporada al dotzè lloc. Aquella temporada es va haver de perdre els Grans Premis d'Àustria i Gran Bretanya a causa d'una contusió pulmonar patida en uns entrenaments previs al circuit de Brno.
El 2020 continuà amb Suzuki. El 16 d'agost va aconseguir el seu primer podi de MotoGP a Àustria, on fou segon. Va ser tercer al Gran Premi de San Marino i després va encadenar dos segons llocs. Gràcies a la tercera posició al Gran Premi d'Aragó, va passar a liderar la classificació provisional del campionat. A Terol va quedar tercer i va guanyar el Gran Premi d'Europa a Xest -la seva primera victòria a MotoGP. En la segona cursa celebrada al circuit valencià va aconseguir la setena posició, cosa que el va permetre de proclamar-se campió del món de MotoGP en el seu segon any a la màxima categoria.
El 2021 continuà amb Suzuki. Va obtenir dos segons llocs (Estíria i Algarve) i quatre de tercers (Portugal, Itàlia, Països Baixos i Aragó). Va acabar la temporada en tercer lloc final.
El 2022 es va haver de perdre quatre Grans Premis a causa d'una lesió, sent substituït a l'equip per Kazuki Watanabe i Danilo Petrucci, fins que va tornar per al Gran Premi d'Austràlia. Va acabar la temporada en el quinzè lloc final.

#### Honda (2023-actualitat)

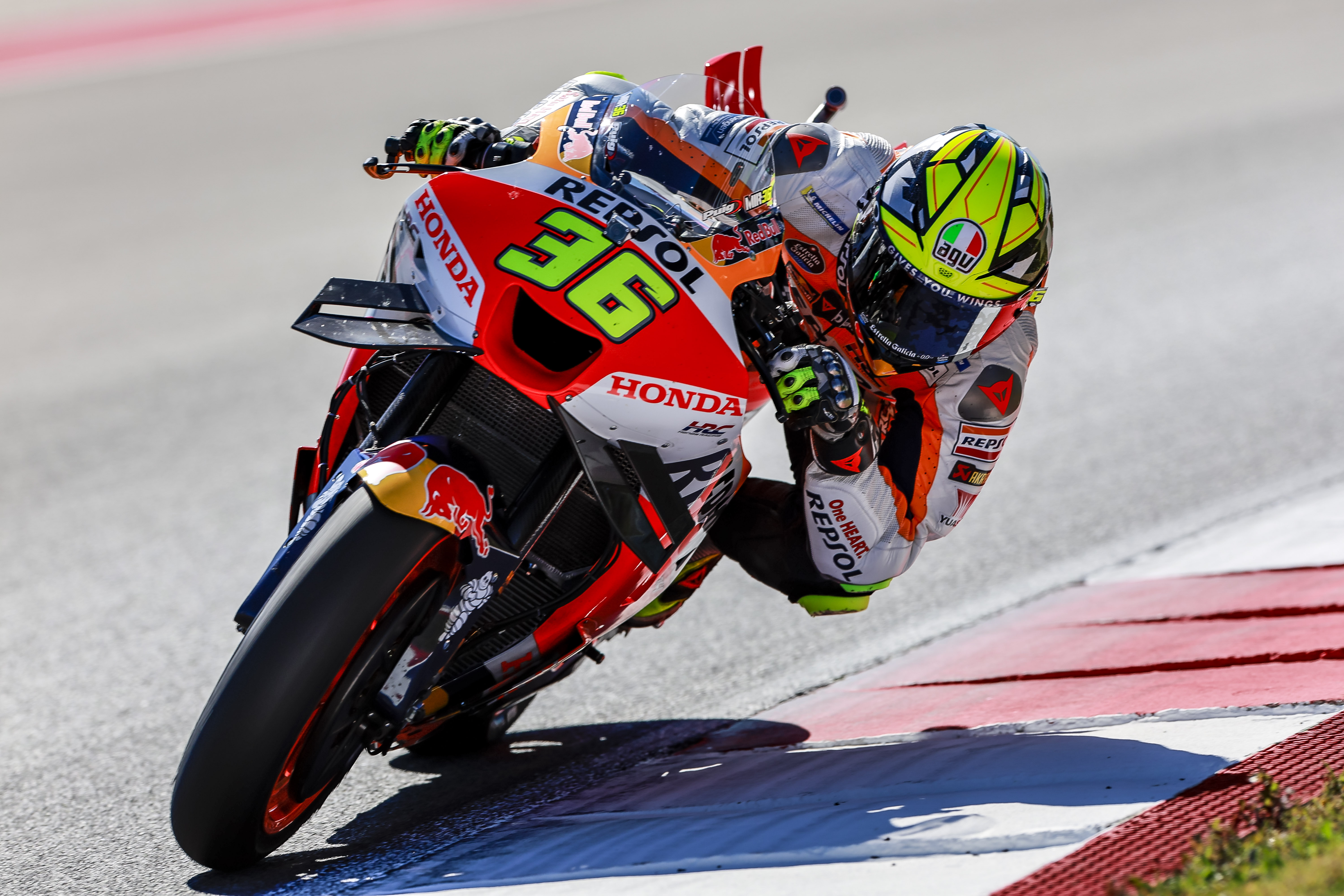
Amb l'Honda a Portugal el 2023

A l'agost del 2022, Mir va fitxar per l'equip Repsol Honda de cara a la temporada del 2023. El seu contracte era per dos anys i al primer va tenir Marc Márquez com a company. Durant el seu primer campionat amb HRC va demostrar estar en un moment de forma per sota de les expectatives i, a més, va patir algunes lesions. El seu millor resultat de la temporada va ser el cinquè lloc al Gran Premi de l'Índia i va acabar el campionat en la vint-i-dosena posició.
El juny de 2024, Honda li va renovar el contracte per a dues temporades més.

## Resultats al Mundial de motociclisme

### Per temporada
| Temporada | Categoria | Moto   | Equip              | Curses | Victòries | Podis | Poles | FLaps | Pts  | Posició | Títols |
| --------- | --------- | ------ | ------------------ | ------ | --------- | ----- | ----- | ----- | ---- | ------- | ------ |
| 2015      | Moto3     | Honda  | Leopard Racing     | 1      | 0         | 0     | 0     | 0     | 0    | NC      | –      |
| 2016      | Moto3     | KTM    | Leopard Racing     | 18     | 1         | 3     | 1     | 2     | 144  | 5è      | –      |
| 2017      | Moto3     | Honda  | Leopard Racing     | 18     | 10        | 13    | 1     | 3     | 341  | 1r      | 1      |
| 2018      | Moto2     | Kalex  | EG 0,0 Marc VDS    | 18     | 0         | 4     | 0     | 1     | 155  | 6è      | –      |
| 2019      | MotoGP    | Suzuki | Team Suzuki Ecstar | 17     | 0         | 0     | 0     | 0     | 92   | 12è     | –      |
| 2020      | MotoGP    | Suzuki | Team Suzuki Ecstar | 14     | 1         | 7     | 0     | 0     | 171  | 1r      | 1      |
| 2021      | MotoGP    | Suzuki | Team Suzuki Ecstar | 18     | 0         | 6     | 0     | 1     | 208  | 3r      | –      |
| 2022      | MotoGP    | Suzuki | Team Suzuki Ecstar | 16     | 0         | 0     | 0     | 0     | 87   | 15è     | –      |
| 2023      | MotoGP    | Honda  | Repsol Honda Team  | 15     | 0         | 0     | 0     | 0     | 26   | 22è     | –      |
| 2024      | MotoGP    | Honda  | Repsol Honda Team  | 19     | 0         | 0     | 0     | 0     | 21   | 21è     | –      |
| Total     | Total     | Total  | Total              | 154    | 12        | 33    | 2     | 7     | 1245 |         | 2      |

### Per categoria
| Categoria | Temporada       | 1a Cursa        | 1r Podi         | 1a Victòria     | Curses | Victòries | Podis | Poles | FLaps | Pts  | Títols |
| --------- | --------------- | --------------- | --------------- | --------------- | ------ | --------- | ----- | ----- | ----- | ---- | ------ |
| Moto3     | 2015–2017       | 2015 Austràlia  | 2016 Àustria    | 2016 Àustria    | 37     | 11        | 16    | 2     | 5     | 485  | 1      |
| Moto2     | 2018            | 2018 Qatar      | 2018 França     |                 | 18     | 0         | 4     | 0     | 1     | 155  | 0      |
| MotoGP    | 2019–actualitat | 2019 Qatar      | 2020 Àustria    | 2020 Europa     | 99     | 1         | 13    | 0     | 1     | 605  | 1      |
| Total     | 2015–actualitat | 2015–actualitat | 2015–actualitat | 2015–actualitat | 154    | 12        | 33    | 2     | 7     | 1245 | 2      |

### Curses per any
Barem de puntuació de 1993 ençà:
| Posició | 1  | 2  | 3  | 4  | 5  | 6  | 7 | 8 | 9 | 10                | 11                | 12                | 13                | 14                | 15                |                   |
| Cursa   | 25 | 20 | 16 | 13 | 11 | 10 | 9 | 8 | 7 | 6                 | 5                 | 4                 | 3                 | 2                 | 1                 |                   |
| Sprint  | 12 | 9  | 7  | 6  | 5  | 4  | 3 | 2 | 1 | [ Nota Sprint 1 ] | [ Nota Sprint 1 ] | [ Nota Sprint 1 ] | [ Nota Sprint 1 ] | [ Nota Sprint 1 ] | [ Nota Sprint 1 ] | [ Nota Sprint 1 ] |

1. ↑  La cursa Sprint per a la categoria MotoGP va ser introduïda la temporada del 2023

(Ids. Grans Premis | Llegenda) (Curses en negreta indiquen pole; curses en  itàlica indiquen volta ràpida; les posicions en superíndex són les de la cursa Sprint)
| Any  | Categoria | Moto   | 1       | 2       | 3       | 4       | 5       | 6       | 7       | 8       | 9       | 10      | 11     | 12      | 13      | 14      | 15      | 16      | 17      | 18      | 19      | 20      | Pos | Pts |
| ---- | --------- | ------ | ------- | ------- | ------- | ------- | ------- | ------- | ------- | ------- | ------- | ------- | ------ | ------- | ------- | ------- | ------- | ------- | ------- | ------- | ------- | ------- | --- | --- |
| 2015 | Moto3     | Honda  | QAT     | AME     | ARG     | ESP     | FRA     | ITA     | CAT     | NED     | GER     | IND     | CZE    | GBR     | SM      | ARA     | JPN     | AUS Ret | MAL     | VAL     |         |         | NC  | 0   |
| 2016 | Moto3     | KTM    | QAT 12  | ARG 5   | AME Ret | ESP 6   | FRA 25  | ITA 7   | CAT 8   | NED 8   | GER Ret | AUT 1   | CZE 8  | GBR 9   | SM 3    | ARA 5   | JPN 9   | AUS Ret | MAL Ret | VAL 2   |         |         | 5è  | 144 |
| 2017 | Moto3     | Honda  | QAT 1   | ARG 1   | AME 8   | ESP 3   | FRA 1   | ITA 7   | CAT 1   | NED 9   | GER 1   | CZE 1   | AUT 1  | GBR 5   | SM 2    | ARA 1   | JPN 17  | AUS 1   | MAL 1   | VAL 2   |         |         | 1r  | 341 |
| 2018 | Moto2     | Kalex  | QAT 11  | ARG 7   | AME 4   | ESP 11  | FRA 3   | ITA 3   | CAT Ret | NED 5   | GER 2   | CZE Ret | AUT 8  | GBR C   | SM 5    | ARA 6   | THA Ret | JPN 11  | AUS 2   | MAL 10  | VAL Ret |         | 6è  | 155 |
| 2019 | MotoGP    | Suzuki | QAT 8   | ARG Ret | AME 17  | ESP Ret | FRA 16  | ITA 12  | CAT 6   | NED 8   | GER 7   | CZE Ret | AUT    | GBR     | SM 8    | ARA 14  | THA 7   | JPN 8   | AUS 5   | MAL 10  | VAL 7   |         | 12è | 92  |
| 2020 | MotoGP    | Suzuki | ESP Ret | ANC 5   | CZE Ret | AUT 2   | STY 4   | SM 3    | EMI 2   | CAT 2   | FRA 11  | ARA 3   | TER 3  | EUR 1   | VAL 7   | POR Ret |         |         |         |         |         |         | 1r  | 171 |
| 2021 | MotoGP    | Suzuki | QAT 4   | DOH 7   | POR 3   | ESP 5   | FRA Ret | ITA 3   | CAT 4   | GER 9   | NED 3   | STY 2   | AUT 4  | GBR 9   | ARA 3   | SM 6    | AME 8   | EMI Ret | ALR 2   | VAL 4   |         |         | 3r  | 208 |
| 2022 | MotoGP    | Suzuki | QAT 6   | INA 6   | ARG 4   | AME 4   | POR Ret | ESP 6   | FRA Ret | ITA Ret | CAT 4   | GER Ret | NED 8  | GBR Ret | AUT Ret | SM      | ARA DNS | JPN     | THA     | AUS 18  | MAL 19  | VAL 6   | 15è | 87  |
| 2023 | MotoGP    | Honda  | POR 11  | ARG DNS | AME Ret | ESP Ret | FRA Ret | ITA DNS | GER     | NED     | GBR Ret | AUT Ret | CAT 17 | SM Ret  | IND 5   | JPN 12  | INA Ret | AUS Ret | THA 12  | MAL Ret | QAT 14  | VAL DNS | 22è | 26  |
| 2024 | MotoGP    | Honda  | QAT 13  | POR 12  | AME Ret | ESP 129 | FRA Ret | CAT 15  | ITA Ret | NED Ret | GER 18  | GBR Ret | AUT 17 | ARA 14  | SM WD   | EMI 11  | INA Ret | JPN Ret | AUS Ret | THA 15  | MAL Ret | SLD Ret | 21è | 21  |